# Aichryson laxum
Espèce
Synonymes
- Aeonium laxum (Haw.) Webb & Berthel.[2]
- Aichryson dichotomum (DC.) Webb & Berthel.[2]
- Aichryson laxum var. latipetalum Bañares & M.Marrero[2]
- Sedum dichotomum (DC.) Raym.-Hamet[2]
- Sempervivum annuum C.Sm. ex Link[2]
- Sempervivum dichotomum DC.[2]
- Sempervivum laxum Haw.[2] [3]

Aichryson laxum est une espèce de plantes grasses de la famille des Crassulaceae et du genre Aichryson. Elle est endémique des îles Canaries, à l'exception de Lanzarote.

## Dénominations

### Basionyme
Adrian Hardy Haworth en 1821, dans Revisiones Plantarum Succulentarum, décrit une plante cultivée dans le jardin botanique de Chelsea transmise par M. Otto, du jardin botanique de Berlin et il lui conserve son nom Sempervivum laxum. Elle est rattachée au genre décrit par Carl von Linné. L'épithète, d'origine latine, signifie large, par comparaison avec Sempervivum villosum.

### Nouvelle combinaison
En 1968, David Bramwell rattache cette espèce au genre Aichryson en conservant l'épithète spécifique du premier nom valide.

### Autres synonymes
Alphonse Pyrame de Candolle décrit en 1826 une plante du jardin botanique de Genève qu'il nomme Sempervivum dichotomum, parce que la tige « se bifurque plusieurs fois en rameaux ascendants ». S'il cite les travaux de Haworth, s'il écrit « […]la Joubarbe dichotome se distingue du […] S. villosum par ses feuilles beaucoup plus élargies au sommet […] », il ne la rapproche pas de S. laxum.

### Variété
En 2008, Ángel Bañares Baudet et Manuel V. Marrero Gómez identifient une nouvelle variété Aichryson laxum var. latipetalum. Elle se distingue de la variété type par ses fleurs 7-9mères et ses pétales de forme elliptique et de 1,7  à   2 mm de largeur. Elle est présente dans un ravin profond et long de Barranco de Añavingo, au sud de Tenerife, de 800  à   1 050 mètres d'altitude. Elle est isolée de la variété type, pourtant largement répandue dans l'île, ce qui confirme, pour les auteurs, la nouvelle variété. Elle n'est cependant pas reconnue par toutes les bases.